# Poecilocloeus nubilosus
Poecilocloeus nubilosus är en insektsart som beskrevs av Marius Descamps 1980. Poecilocloeus nubilosus ingår i släktet Poecilocloeus och familjen gräshoppor. Inga underarter finns listade i Catalogue of Life.